# Молчанов, Борис Николаевич
Бори́с Никола́евич Молча́нов (1 января 1938 — 17 августа 1993) — советский, российский художник-график.

## Биография
Родился он 1 января 1938 года в семье оленевода, в фактории Камень Авамского района. При рождении нарекли ему имя «Мяккен» (по-долгански значит «упрямый»). Детство будущего художника прошло в авамской тундре.
Учеба в Волочанской школе-интернате (1947—1951). Учащихся Волочанской школы переводят в интернат для детей коренного населения в г. Норильск.
Учеба в Норильской средней школе-интернате № 4 (1951—1954). Именно в Норильске Борис начинает посещать кружок изобразительного искусства, и очень скоро его художественные работы стали появляться на выставках детского творчества. В 1951 году на Х Всероссийской детской выставке в Москве экспонировались 2 работы юного художника (живописное полотно «Агитатор» и гипсовый барельеф «Поединок»). Дебют увенчался успехом: мальчик был удостоен Диплома III степени и, вдохновленный признанием, с большим усердием стал рисовать.
В 1968 году на Всесоюзном семинаре самобытных художников (г. Москва) Борис Молчанов представил 10 графических листов профессионального уровня, и в том же году был принят кандидатом в Союз художников СССР, а также рекомендован для участия в зональной выставке «Сибирь социалистическая».
В 1979 году Б. Н. Молчанов заканчивает Красноярское художественное училище им. В. И. Сурикова, причем дипломная работа автора «Пора отела» отмечена Дипломом II степени Зонального выставкома в Красноярске и Дипломом III степени Республиканской выставки выпускников художественных училищ.
Член Союза художников СССР (1982).

## Семья
Супруга — Молчанова Мария Афанасьевна (20 января 1942 года)
Дочь — Молчанова Алла Борисовна (19 сентября 1969 года)
Дочь — Молчанова Любовь Борисовна (24 октября 1979 года)
Сын — Молчанов Борис Борисович (24 октября 1979 года)

## Память
В память о долганском художнике, 30 сентября 1994 года, в городе Дудинка, на доме, где он жил (ул. Горького, д. 32), открыта мемориальная доска с изображением палитры.
В здании Таймырского Дома народного творчества открыт мемориальный музей Б. Н. Молчанова (1995).
Учрежден Конкурс на соискание премии имени Б. Н. Молчанова за создание высокохудожественных произведений изобразительного и декоративно-прикладного искусства (1995).
Дудинской детской школе искусств присвоено имя Бориса Молчанова (2000)

## Наиболее известные работы
- Шаман (Камлание шамана; Камлание) (1989. Ровдуга, протяжки, подкраска, металл, кожа, узелки.)

- Свет далекой звезды (1993. Замша, декоративный шов, узелки.)

- Разум Вселенной (Ровдуга, кость, подкраска)
- Перед закатом (Бумага, темпера)
- Осенняя охота (Ровдуга, декоративный шов, процарапывание, кость)

- Обитель духов (1992. Кожа, шерсть, костяная кукла. 85х66)
- Мать-Земля (Ровдуга, процарапывание, протяжки, кожа)
- Лики (Замша, ремешки)
- Дух озера (1993. Кожа, декоративный шов, металл)
- Весенняя мозаика (Куски кожи, декоративный шов)